# Eden of the East
Eden of the East (Edèn de l'Est) és una sèrie japonesa d'animació presentada el 27 de novembre de 2008 en el lloc web de Production I.G. Segons l'anunci, la sèrie està fixada per ser llançada a partir d'abril de 2009, en Fuji Television en la franja horària noitaminA, la primera sèrie original, eixida en eixa franja. La sèrie en si es basa en un guió escrit per Kenji Kamiyama, l'aclamat director i guionista de sèries, com Ghost in the Shell: Stand Alone Complex i Guardian of the Spirit. Els dissenys dels personatges estan sent proporcionats per Chika Umino l'artista de manga Honey and Clover, per tals treballs Kamiyama diu tindre una forta afinitat.

## Argument
La sèrie comença el 22 de novembre del 2010 amb un míssil que impacta contra una zona deshabitada del Japó, no causant víctimes. Aquest aparent acte terrorista que es coneix com a "Dilluns sense cura" és tingut en compte per la majoria de la gent. Tres mesos més tard, als Estats Units d'Amèrica, una jove xica japonesa anomenada Saki Morimi visita Washington, DC, com a part del seu viatge de graduació. Quan ella es fica en problemes, un misteriós home japonès, que es presenta com Akira Takizawa, l'ajuda. L'home sembla no tenir memòria i està completament nu, portant només una pistola i un cel·lular carregat amb 8,2 mil milions de iens en diners digitals.

## Personatges

### Principals
Saki Morimi (森美 咲, Morimi Saki)
Seiyū: Saori Hayami
Saki es troba en el seu última any d'universitat. Va nàixer el 6 de gener de 1989, actualment té 22 anys. Després de la mort dels seus pares es va anar a viure amb la seua germana major i la seua família. Viatjà a Nova York com a part del seu viatge de graduació al costat dels seus amics, després mentre visitava Washington D. de C. sola, va conèixer a Akira Takizawa, qui la va ajudar després que ella llençarà unes monedes en la Casa Blanca i fóra interrogada per uns policies. Posteriorment, s'adonà que havia deixat el seu passaport en l'abric que li va regalar a Akira, pel que decideix seguir-lo i decideix tornar a Tòquio al costat d'ell. Planeja treballar en la companyia del seu cunyat perquè ja està cansada de dependre de la seua germana.
Akira Takizawa (滝沢 朗, Takizawa Akira)
Seiyū: Ryōhei Kimura
Va perdre la seua memòria en un programa de rentada de cervell. Va conèixer a Saki Morimi en Washington D. de C., va aparèixer nu carregant una pistola i un cel·lular. Després d'ajudar a Saki amb la policia, ella li regala el seu abric, bufanda i capell. Té un telèfon cel·lular molt modern amb la frase "noblese obligue" escrit en ell i 8.2 milions de iens en crèdit digital. Quan fa el seu primera cridada, una veu femenina que es presenta com Juiz contesta. Ella li mana un mapa indicant-li el lloc on se suposa s'ha estat quedant-se. En el seu departament troba armes i molts passaports amb diferents noms que li pertanyien. Saki ho cerca després d'adonar-se que havia deixat el seu passaport en l'abric que li va regalar. Els dos decideixen tornar al Japó junts. D'acord amb el seu passaport, ell viu en Toyosu, el seu nom és Akira Takisawa i va nàixer el 7 de gener de 1989, pel que té 22 anys i és tan solament un dia menor que Saki. D'acord al seu telèfon és identificat com el Selecao No. 9.

### Eden of the East
Eden of the East va començar com un menut club de reciclatge, però ràpidament es va convertir en un ambiciós model de negoci a l'enginyós programa de reconeixement d'imatges que van crear i que pot ser implementat en qualsevol telèfon cel·lular. El club està conformat per un menut grup de persones que acaben de graduar-se de la universitat.
Satoshi Ōsugi (大杉 智, Ōsugi Satoshi)
Seiyū: Takuya Eguchi
Amic i company d'universitat de Saki. Va viatjar al costat d'ella i d'un grup d'amics a Nova York en el seu viatge de graduació. Està enamorat de Saki.
Kazuomi Hirasawa (平澤 一臣, Hirasawa Kazuomi)
Seiyū: Motoyuki Kawahara
Aparentment és el líder d'Eden of the East. No obstant això, admet no tenir cap talent especial i que quasi tot el que ha assolit Eden of the East es deu a Micchon i Saki. La seua màxima meta és crear un paradís pels NEETs.
Micchon (みっちょん)
Seiyū: Ayaka Saitō
Nom vertader: Mikuru Katsuhara (葛原みくる, Katsuhara Mikuru).
És una xica tímida que solament s'obri a les persones que són properes a ella. Sembla ser una gran programadora, va ser ella qui va crear el programa de reconeixement d'imatges d'Eden of the East.
Onee (おネエ)
Seiyū: Kimiko Saitō
Pel que sembla és una membre antiga del club.
Haruo Kasuga (春日 晴男, Kasuga Haruo)
Seiyū: Hayato Taya
Amic de Ōsugi, posseïx una gran habilitat per a saber las qualitats de la resta. Por alguna raó s'amaga en l'interior d'un escriptori durant les reunions del club.

### Selecao
Dotze persones (incloent a Akira) van rebre 10 milions d'iens de Mr. Outside perquè els gastaren d'alguna manera que puguen ajudar a millorar al seu país. Aquesta suma és sols diners digital i no pot ser canviada per diners físics. El afiançador, qui és un dels dotze, serà manat per Mr. Outside per a assassinar els participants que tracten d'escapar, als quals usen malament els seus diners o fallen en la seua missió d'ajudar a la societat. També s'esmenta que quan un dels dotze haja salvat Japó, la resta seran eliminats. El nom "Selecao" (セレソン) prové del portugués "Seleção" (Selecció).
Yūsei Kondō (近藤 勇誠, Kondō Yūsei)
Seiyū: Hiroshi Shirokuma
Detectiu japonès i Selecao No. 4. Després d'haver gastat tot els seus diners li roba el seu telèfon a Akira para prendre els seus diners, però el seu pla falla quan Juiz li diu que els diners d'un Selecao sols poden ser usats pel seu legítim amo. És assassinat per la seua esposa quan anava a retornar el telèfon, però li adverteix a Akira del perillós del joc abans de morir.
Kuroha Diana Shiratori (白鳥・D・黒羽, Shiratori Daiana Kuroha)
Seiyū: Rei Igarashi
Presidenta d'una agència de models de dia i assassina en sèrie de nit. És la Selecao No. 11, i usa el seu telèfon per a esborrar tota evidència dels crims que comet. Assassina homes tallant-los el penis ("Johnnies"). No obstant això, els seus blancs sols són homes que han comès algun tipus d'abús amb les mullers, es creu que alguna vegada ella va ser víctima d'això, cosa que explica les seues accions.
Hajime Hiura (白鳥・D・黒羽, Hiura Hajime)
Seiyū: Shinji Ogawa
Hiura és un talentós ex-doctor especialitzat en neurocirurgia, té 52 anys. A causa d'un accident és incapaç d'usar les seues mans per a operar, perquè cal molta precisió. És el Selecao No. 5. Usa el seu telèfon per a ajudar a totes les persones que requerisquen algun tipus de tractament. És assassinat després de gastar tot els seus diners, però encara que va fallar en salvar al Japó, li diu a Akira que si va poder complir la seua pròpia missió.
Daiju Mononobe (物部 大樹, Monobe Daiju)
Seiyū: Atsushi Miyauchi
Selecao No. 1. Apareix en el carro roig a l'inici de la sèrie.

### Familiars de Saki
Asako Morimi (森美 朝子, Morimi Asako)
Seiyū: Kaya Matsutani
Germana major de Saki. Treballa en el forn familiar. Després de la mort dels seus pares, ella i el seu espòs es van fer càrrec de Saki.
Ryūsuke Morimi (森美 良介, Morimi Ryūsuke)
Seiyū: Mantarō Iwao
Espòs d'Asako.

### Altres
Juiz (ジュイス, Juisu)
Seiyū: Sakiko Tamagawa
Misteriosa veu femenina que té contacte amb els dotze Selecao per mitjà dels seus telèfons. Els brinda informació i els compleix qualsevol tipus de comanda. El seu nom prové de la paraula portuguesa que correspon a "jutge".
Mr. OUTSIDE (ミスター・アウトサイド, Misutā Autosaido)
Misteriós personatge que va triar als dotze Selecao i els va donar els telèfon "Noblese Obligue". La missió que els va encomanar és salvar al Japó de la manera que ells creen més convenient, utilitzant els diners digitals que els va proporcionar. Per mitjà del afiançador, mana matar als Selecao que no compleixen la seua missió.